# Kiboleria ugandensis
Kiboleria ugandensis är en tvåvingeart som beskrevs av Timothy M. Cogan 1971. Kiboleria ugandensis ingår i släktet Kiboleria och familjen myllflugor.
Artens utbredningsområde är Uganda. Inga underarter finns listade i Catalogue of Life.